# Christian Steyer
Christian Steyer (né le 6 décembre 1946 à Falkenstein/Vogtl.) est un acteur et compositeur de musique de film allemand.

## Biographie
Ce fils d'un pasteur grandit à Meißen, Grimma et Oschatz. Il apprend le piano et l'orgue et reçoit des cours de la part de son père. À treize ans, il entre dans la classe des enfants au Conservatoire de Leipzig.
De 1965 à 1970, il étudie le piano ici et à Dresde puis va deux ans à Berlin pour étudier le théâtre. Depuis 1972, il travaille en tant que comédien, chanteur, pianiste et compositeur. Il obtient ses premiers rôles en 1972 dans Es ist eine alte Geschichte, en 1973 Die Legende von Paul und Paula. Au milieu des années 1970, il fait ses premières compositions pour le cinéma et la télévision, comme pour Der Untergang der Emma (de).
Même après la réunification, il conserve une forte activité. Depuis 1993, il donne des cours à l'Académie de musique Hanns Eisler.

## Filmographie (sélection)

### En tant qu'acteur

#### Au cinéma
- 1972 : Es ist eine alte Geschichte
- 1973 : La Légende de Paul et Paula (Die Legende von Paul und Paula)
- 1973/1990 : Die Taube auf dem Dach
- 1974 :  Encore trop maigre pour l'amour ? (Für die Liebe noch zu mager?)
- 1978 :  Nach Jahr und Tag
- 1980 :  Gevatter Tod (de)
- 1980 :  Unser kurzes Leben
- 1980 :  Johann Sebastian Bachs vergebliche Reise in den Ruhm
- 1980 :  Solo für Martina
- 1981 :  Bürgschaft für ein Jahr
- 1982 :  Melanie van der Straaten
- 1984 :  Die vertauschte Königin (de)
- 1986 :  Blonder Tango (de)
- 1986 :  Fahrschule
- 1986 :  Der Traum vom Elch
- 1988 : La Comédienne (Die Schauspielerin)
- 1989 :  Der Magdalenenbaum
- 1995 :  Zu Fuß und ohne Geld
- 1997 :  Laßt meine Frau am Leben!
- 1999 :  Drei Gauner, ein Baby und die Liebe
- 2000 :  Sono
- 2001 :  Drei Stern Rot
- 2002 :  Nicht Fisch Nicht Fleisch
- 2006 :  Die Könige der Nutzholzgewinnung
- 2007 :  Hände weg von Mississippi (de)
- 2012 :  Die Abenteuer des Huck Finn (de)
- 2012 : Anleitung zum Unglücklichsein de Sherry Hormann
- 2013 : La Petite Sirène, épisode de la série TV Les Contes de Grimm : Le roi Sigismond

#### À la télévision
- 1992 :  Unser Lehrer Doktor Specht (de) (série télévisée)
- 1994 :  Une journaliste enquête, épisode : Wer zu spät kommt (série télévisée)
- 1994 :  Liebling Kreuzberg, épisode : Weiche Landung (série télévisée)
- 1995 :  Polizeiruf 110: Alte Freunde
- 1999 :  Polizeiruf 110: Sumpf
- 2001 :  L'Empreinte du crime, épisode : L'ange gardien (série télévisée)
- 2006 :  SOKO Wismar (de), épisode Seitenwechsel (série télévisée)
- 2008 :  In aller Freundschaft, épisode : Drogen, Sex und Rock'n'Roll (série télévisée)
- 2008 :  En quête de preuves, épisode : Schulzeit (série télévisée)
- 2009 :  Brigade du crime, épisode : Herbststurm (série télévisée)
- 2011 :  Danni Lowinski (de), épisode: Koma (série télévisée)
- 2012 :  Danni Lowinski, épisode : Auf der Flucht (série télévisée)
- 2017 - 2020 : Dark : HG Tannhaus

### En tant que compositeur de musique
- 1974 : Der Untergang der Emma (de)
- 1974 : Polizeiruf 110: Eine fast perfekte Sache (série télévisée)
- 1977 : Polizeiruf 110: Ein unbequemer Zeuge
- 1978 : Nach Jahr und Tag
- 1978 : Rotschlipse
- 1981 : Als Unku Edes Freundin war (de)
- 1982 : Das Konzert
- 1982 : Sabine Kleist, 7 ans
- 1983 : Erscheinen Pflicht
- 1983 : Taubenjule
- 1984 : Die vertauschte Königin (de)
- 1986 : Jan auf der Zille (de)
- 1992 : Jana und Jan (de)
- 1992 : Tatort: Tod aus der Vergangenheit (série télévisée)
- 1992 : Tatort: Ein Fall für Ehrlicher
- 1995 : Die Vergebung
- 1996 : Aller simple pour Inari
- 1997 : La vie est un chantier
- 2001 : Handstand
- 2004 : Playa del Futuro
- 2004 : Pour l'amour du peuple
- 2004 : Die Blindgänger (de)
- 2005 : Zu wenig Zucker